# Johann Kaspar Lavater
Johann Caspar Lavater, parfois francisé en Jean Gaspard Lavater, né le 15 novembre 1741 à Zurich et mort le 2 janvier 1801 dans la même ville, est un penseur, théologien, poète et écrivain suisse de langue allemande. 
Il s'est surtout fait connaître pour son ouvrage sur la physiognomonie, publié en allemand à partir de 1775 et traduit en français à partir de 1781.

## Biographie
Lavater est né le 15 novembre 1741 à Zurich, fils d'un médecin distingué. Il étudie, à partir de 1754, la théologie au Collegium Humanitatis, puis de 1756 à 1762, au Collegium Carolinum, à Zurich, où Johann Jakob Bodmer et Johann Jakob Breitinger sont ses professeurs. En 1762, il est ordonné selon le courant religieux d'Ulrich Zwingli. Cette même année, il rencontre le futur peintre Johann Heinrich Füssli.
En 1763, Lavater et Füssli partent en voyage d'étude dans le nord de l'Allemagne, et se rendent auprès de Johann Joachim Spalding, théologien protestant réputé. Ils séjournent à Barth environ huit mois, alors sous suzeraineté suédoise. Sur le chemin du retour, Lavater, qui entame un travail d'essayiste, passe par Berlin et y croise de nombreux penseurs de son temps, tels Christian Fürchtegott Gellert, Moses Mendelssohn, et Friedrich Gottlieb Klopstock. Il revient à Zurich en 1764 et y fonde plusieurs sociétés savantes. Il commence à publier des articles. Marié, il a un enfant, Johann Heinrich Lavater, né en mai 1768, qui deviendra médecin ; deux filles suivront, nées en 1770 et 1778. En 1769, Lavater devient diacre, puis pasteur d'un orphelinat en 1775, pour finir pasteur de l'église Saint-Pierre de Zurich en 1786.
Dans l'intervalle, il entame en 1769 la traduction d'un essai, Idées sur l’état futur des êtres vivants, ou Palingénésie philosophique, du naturaliste genevois Charles Bonnet, qu'il dédie à Moses Mendelssohn avec lequel il entame une correspondance dans laquelle il est question de la réfutation ou non de certains aspects du christianisme, et qui, publiée la même année, connaît une certaine renommée à travers l'Europe des Lumières.
En 1774, lors d'un voyage sur le Haut Rhin, Lavater fait entre autres la connaissance de Goethe et Basedow. Ils sont accompagnés du dessinateur et graveur Georg Friedrich Schmoll, qui exécutera, après ce périple, des planches tirées de croquis préparatoires et qui serviront à l'ouvrage de Lavater, Physiognomischen Fragmente. Goethe eut d'abord pour l'œuvre de Lavater de la sympathie bien qu'il ne partageât pas son adhésion aveugle à la foi chrétienne. Du fait de divergences déjà sérieuses au cours des années qui suivirent, Lavater et Goethe ne cessèrent de s'éloigner l'un de l'autre à partir du moment où ce dernier porta sur le Pontius Pilatus (1782-1785) de Lavater un jugement sévère, accusant celui-ci de n'avoir pas assez réfléchi sur la Bible et de s'en servir sans rigueur. Plus profondément, l'irrationalisme de Lavater ne pouvait qu'indisposer Goethe, respectueux de la foi mais soucieux de ne jamais renoncer aux droits de la raison.
En 1775, Lavater commence à publier ses Physiognomischen Fragmente, zur Beförderung der Menschenkenntniß und Menschenliebe, qui comprendront quatre volumes, achevés en 1778, et édités simultanément à Leipzig et Winterthour, par Weidmanns Erben und Reich, et Heinrich Steiner. 
En 1787, Lavater entame une correspondance avec l'historien russe Nikolaï Karamzine. Il se rend à Copenhague en 1793.
Les dernières années de sa vie ont été largement déterminées par les événements politiques. Lavater critiquait les effets de la Révolution française et surtout l'entrée des troupes françaises en Suisse. Le 16 mai 1799, il est arrêté et emmené à Bâle. Il est libéré le 10 juin et retourne à Zurich. Le 26 septembre, les troupes d'André Masséna envahissent la ville, et Lavater est blessé par balle. Il décède quinze mois plus tard, le 2 janvier 1801.
Lavater fut membre de la franc-maçonnerie.

## Œuvre

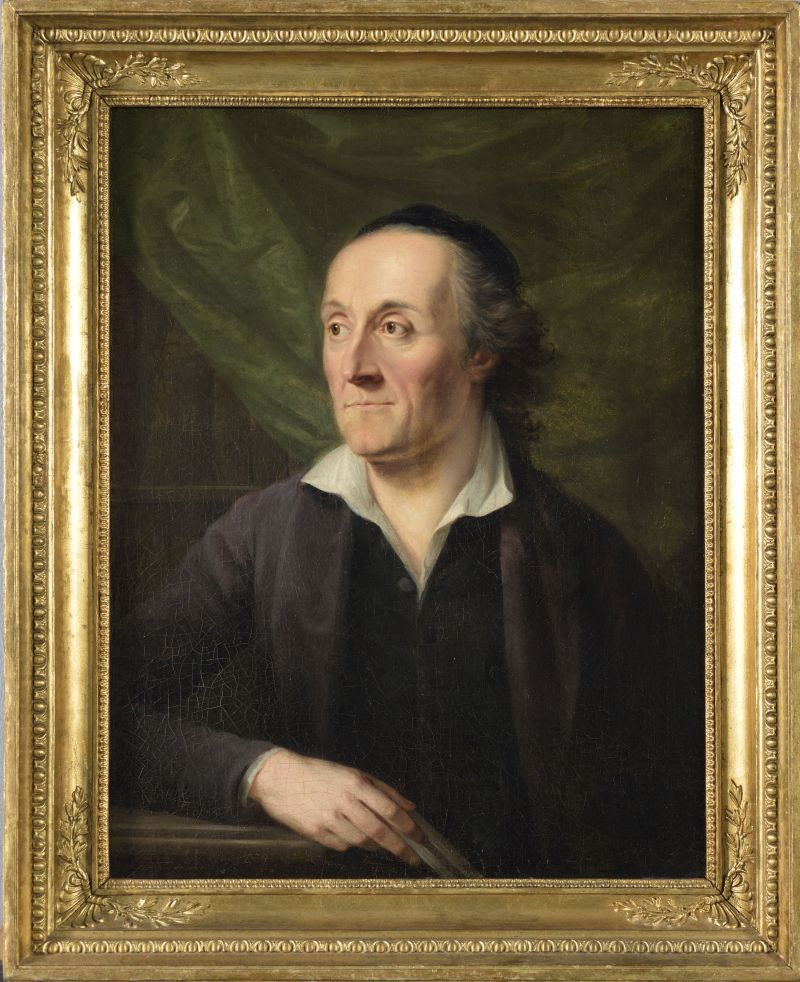
Portrait par August Friedrich Oelenhainz au Musée d'Art d'Estonie.

Selon Gonzague de Reynold (1912), « Lavater est un grand homme mais non un grand écrivain », qui a beaucoup écrit, s'est dépensé en poèmes par milliers, et pour lui, c'était comme une arme qu'il mettait au service d'un certain idéal de la Suisse, qu'il défendait. On lui doit les Chants suisses (1765), recueil de lieds patriotiques, qui eut un grand impact. Il cofonde des revues militantes telle Le Moniteur, avec Fussli. Le Journal d'un observateur de soi-même (1773) reste, toujours selon Reynold, son seul ouvrage cohérent, car ses Physionomies manquent de méthode.

### Essai sur la physiognomonie(1775-1778)

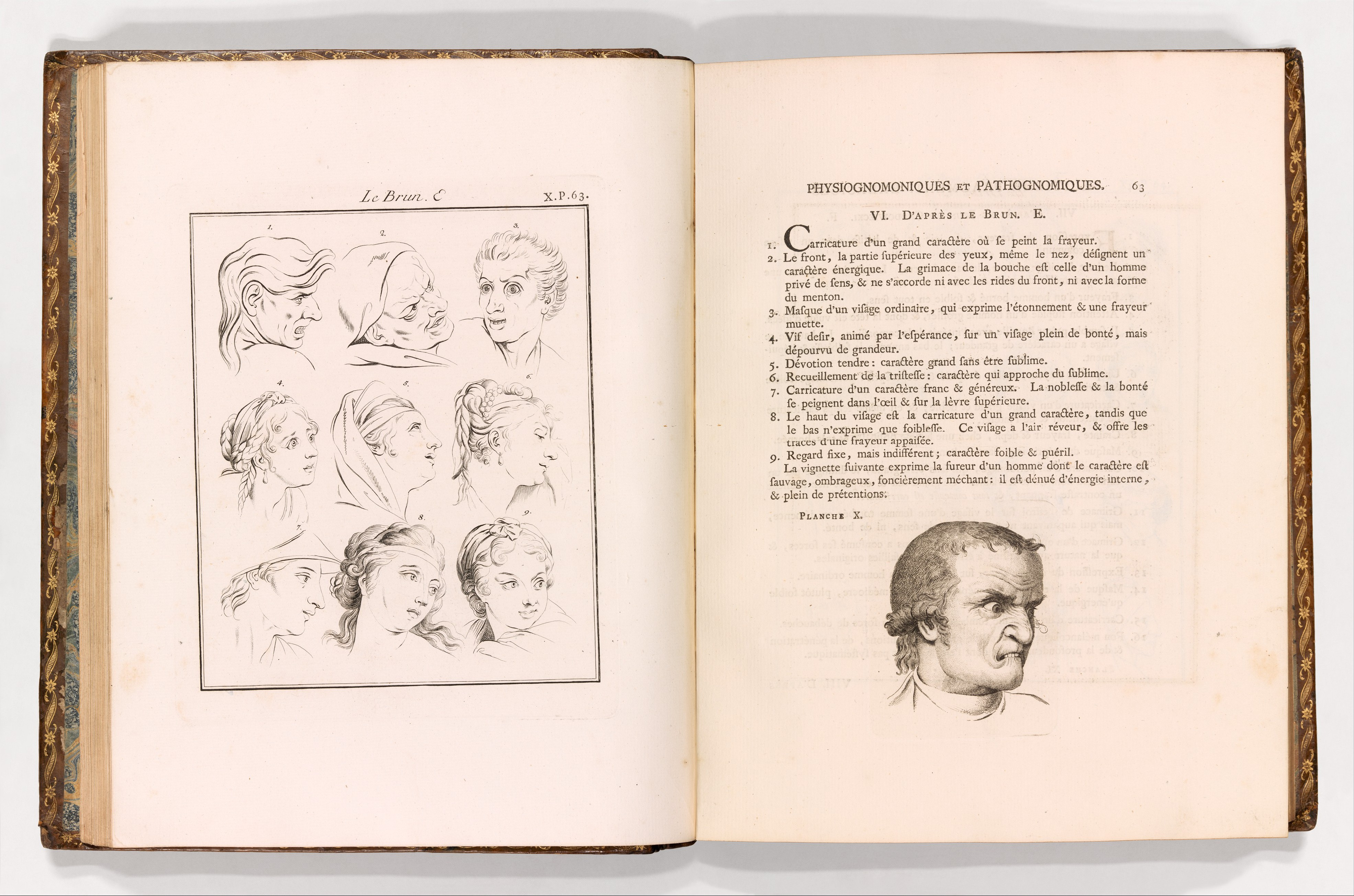
Deux pages de l'édition en français de 1781 (The MET).

Lavater s'inscrit, à travers son maître ouvrage, dans une longue tradition, qui va de Savonarole (Speculum physionomiæ, vers 1450) à Richard Saunders (Physiognomie, And Chiromacie, Metoposcopie, 1653), celle de la physiognomonie, dont il n'est pas le fondateur. Il semble qu'il se soit fortement inspiré du Religio Medici de Thomas Browne que son père traduisit en 1747.
Son ouvrage commence d'être traduit en français en 1781, à La Haye, chez J. Van Karneebek et I. Van Cleef, sous le titre Essai sur la physiognomie, destiné à faire connoître l'homme et à le faire aimer ; il comprend des eaux-fortes, dont des portraits, sans doute tirées des compositions de Schmoll, les autres étant gravées par Johann Nussbiegel, Johann Heinrich Lips (en), Daniel Berger (1744-1825) et Johann Rudolph Schellenberg. Cette édition se présente sous la forme de quatre volumes : le premier comprend 92 gravures,  le deuxième 216 gravures, le troisième 161 gravures et le quatrième 156 gravures. L'édition fut achevée en 1803. Elle est ensuite reprise en France, sous le titre L’Art de connaître les hommes par la physionomie, parue à partir de 1806 et découpée en dix volumes.

### Œuvres traduites en français
- Essai sur la physiognomie, destiné à faire connoître l'homme et à le faire aimer, édition de La Haye, 1781-1803, quatre volumes.
- L’Art de connaître les hommes par la physionomie, édition de Paris, Levrault, Shoell et Cie, 1806, dix volumes — [lire en ligne] l'avertissement.
- Journal secret d'un observateur de soi-même, 2° éd., Genève, 1853 (trad. partielle de Geheimes Tagebuch von einen Beobachter seibner selbst, 1773).

### Études
- (de) Anne-Marie Jaton, Johann Caspar Lavater : Philosoph, Gottesmann, Schöpfer der Physiognomik : ein Bildbibliographie, Schweizer Verlagshaus, Zurich, 1988, 158 p.  (ISBN 3726365532).
- Anne Marie Jaton, Entre le réalisme et la voyance: Lavater et la littérature française, Università degli studi di Pisa, 1984.
- Anne Marie Jaton, Jean Gaspard Lavater, Éditions René Coeckelberghs, Lucerne-Lausanne, 1988  (ISBN 2-8310-0001-7) (trad. allemande : Verlagshaus, Zurich, 1988).
- Alexandre Ysabeau (1793-1873), Lavater et Gall : Physiognomonie et phrénologie rendues intelligibles pour tout le monde. Exposé du sens moral, des traits de la physionomie humaine et de la signification des protubérances de la surface du crâne relativement aux facultés et aux qualités de l'homme (Paris, Garnier frères, 1862, 1878 et 1909. Cette dernière édition en 284 pages est accompagnée de 150 figures).
- O. Guinaudeau, Études sur J. K. Lavater, Thèse, Paris, Alcan, 1924.

### Connexions internes
- physiognomonie
- graphologie